# Suaeda volkensii
Suaeda volkensii är en amarantväxtart som beskrevs av Charles Baron Clarke. Suaeda volkensii ingår i släktet saltörter, och familjen amarantväxter. Inga underarter finns listade i Catalogue of Life.